# 아피찻퐁 위라세타쿤
아피찻퐁 위라세타꾼(태국어: อภิชาติพงศ์ วีระเศรษฐกุล, Apichatpong Weerasethakul, 1970년 7월 16일 ~ )은 태국의 영화 감독이자 각본가, 영화 제작자이다. 그의 장편 영화 《엉클 분미》는 2010년 칸 영화제에서 황금종려상, 《열대병》은 2004년 칸 영화제 심사위원상, 《친애하는 당신》은 2002년 칸 영화제 주목할만한 시선 부문 대상을 수상하였으며, 《징후와 세기》는 제63회 베네치아 국제 영화제에 초청되었는데 이는 태국 영화로는 처음으로 경쟁 부문에 초청된 것이다.

## 작품 목록

### 장편 영화
| 연도   | 제목                     | 태국어 제목  | 비고                                        |
| ------ | ------------------------ | ------------ | ------------------------------------------- |
| 2000년 | 정오의 낯선 물체         | ดอกฟ้าในมือมาร |                                             |
| 2002년 | 친애하는 당신            | สุดเสน่หา      | 2002년 칸 영화제 주목할만한 시선 대상 수상  |
| 2003년 | 비밀요원 철고양이의 모험 | หัวใจทรนง     | 공동 감독                                   |
| 2004년 | 열대병                   | สัตว์ประหลาด   | 2004년 칸 영화제 심사위원상 수상            |
| 2006년 | 징후와 세기              | แสงศตวรรษ    | 제63회 베네치아 국제 영화제 황금사자상 후보 |
| 2010년 | 엉클 분미                | ลุงบุญมีระลึกชาติ | 2010년 칸 영화제 황금종려상 수상            |
| 2012년 | 메콩 호텔                |              | 2012년 칸 영화제 특별 상영 부문에서 상영    |
| 2015년 | 찬란함의 무덤            | รักที่ขอนแก่น    |                                             |
| 2021년 | 메모리아                 | Memoria      |                                             |